# Derschprom
Das Derschprom (ukrainisch Держпром; russisch Госпром Gosprom) ist ein Gebäude des Konstruktivismus am Freiheitsplatz im Zentrum der ukrainischen Stadt Charkiw.

## Geschichte
Das von 1925 bis 1935 von den Architekten Sergei Serafimow (1878–1939), Mark Felger und dem Ingenieur Samuil Krawez (1891–1966) entworfene Gebäude war das erste sowjetische Hochhaus.
Das Bauwerk besteht aus drei H-förmigen Blöcken mit langen, radial geschlossenen Gebäuden. Das zentrale Gebäude besitzt sechs Stockwerke und die rechts und links danebenstehenden Gebäudeblöcke haben jeweils elf Stockwerke und eine Höhe von ursprünglich 68 m und sind mit dem Zentralgebäude durch Brückenübergänge verbunden.
Während des Zweiten Weltkriegs, vor dem Rückzug der deutschen Truppen im August 1943, wurde das Bauwerk durch Bombardierungen und Brände beschädigt. Die Restaurierungsarbeiten dauerten von 1943 bis 1947.
1954 wurde auf dem Gebäude eine Fernsehantenne installiert, sodass die Gesamthöhe des Gebäudes 108 m beträgt.
Am 25. Januar 2018 wurde das Gebäude durch Beschluss des Ministerkabinetts der Ukraine ein Denkmal von nationaler Bedeutung. Das Gebäude ist Kandidat für die Aufnahme in die UNESCO-Welterbeliste.
Im September 2023 wurde Derzhprom von der UNESCO in die internationale Liste der Kulturgüter unter verstärktem Schutz aufgenommen.

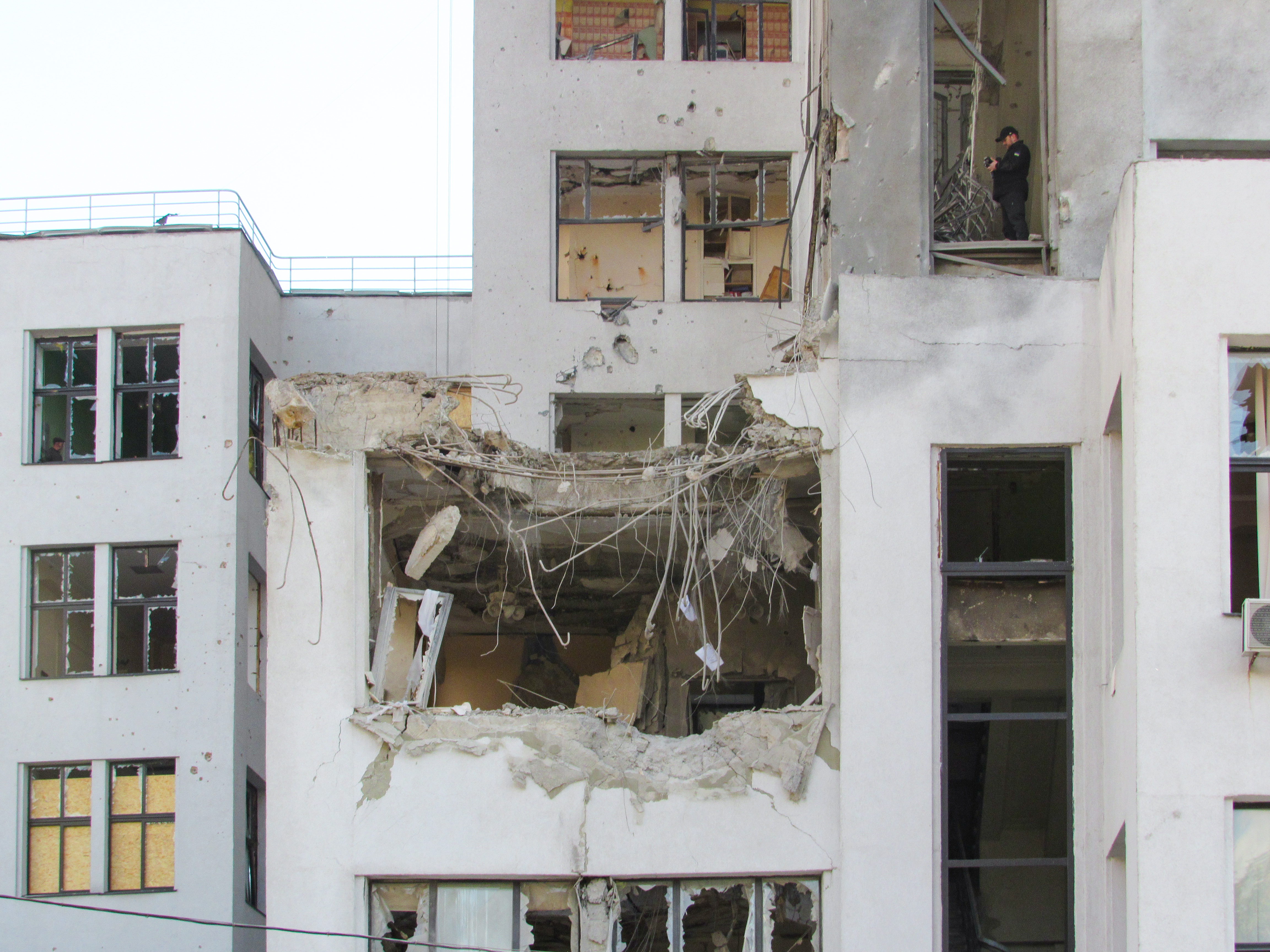
Aufnahme vom 29. Oktober 2024

Seit 2022 beschädigte das Militär der Russischen Föderation mit Luftangriffen mehrmals das Gebäude, so am 2. Januar 2024 und schwer am 28. Oktober 2024.

## Galerie

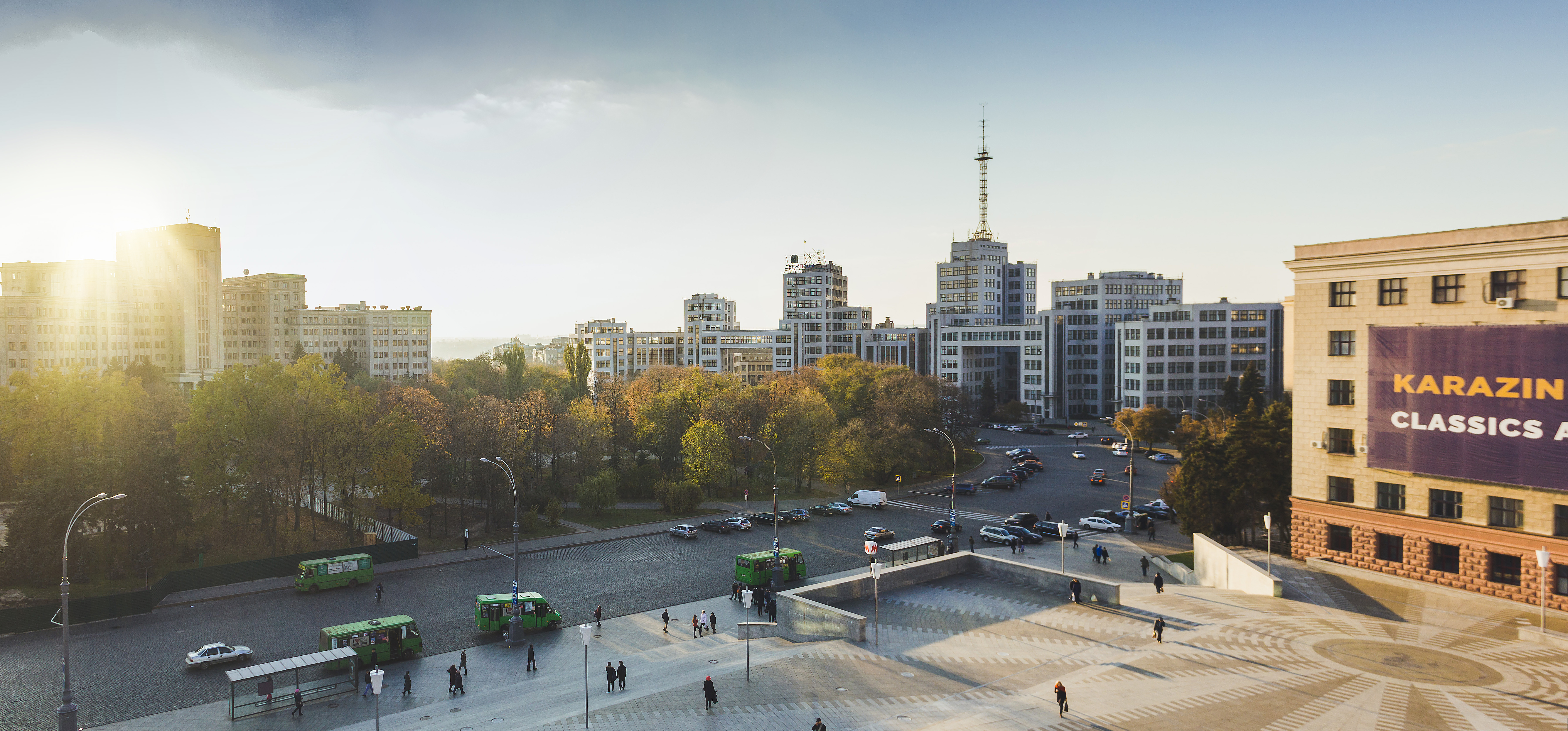
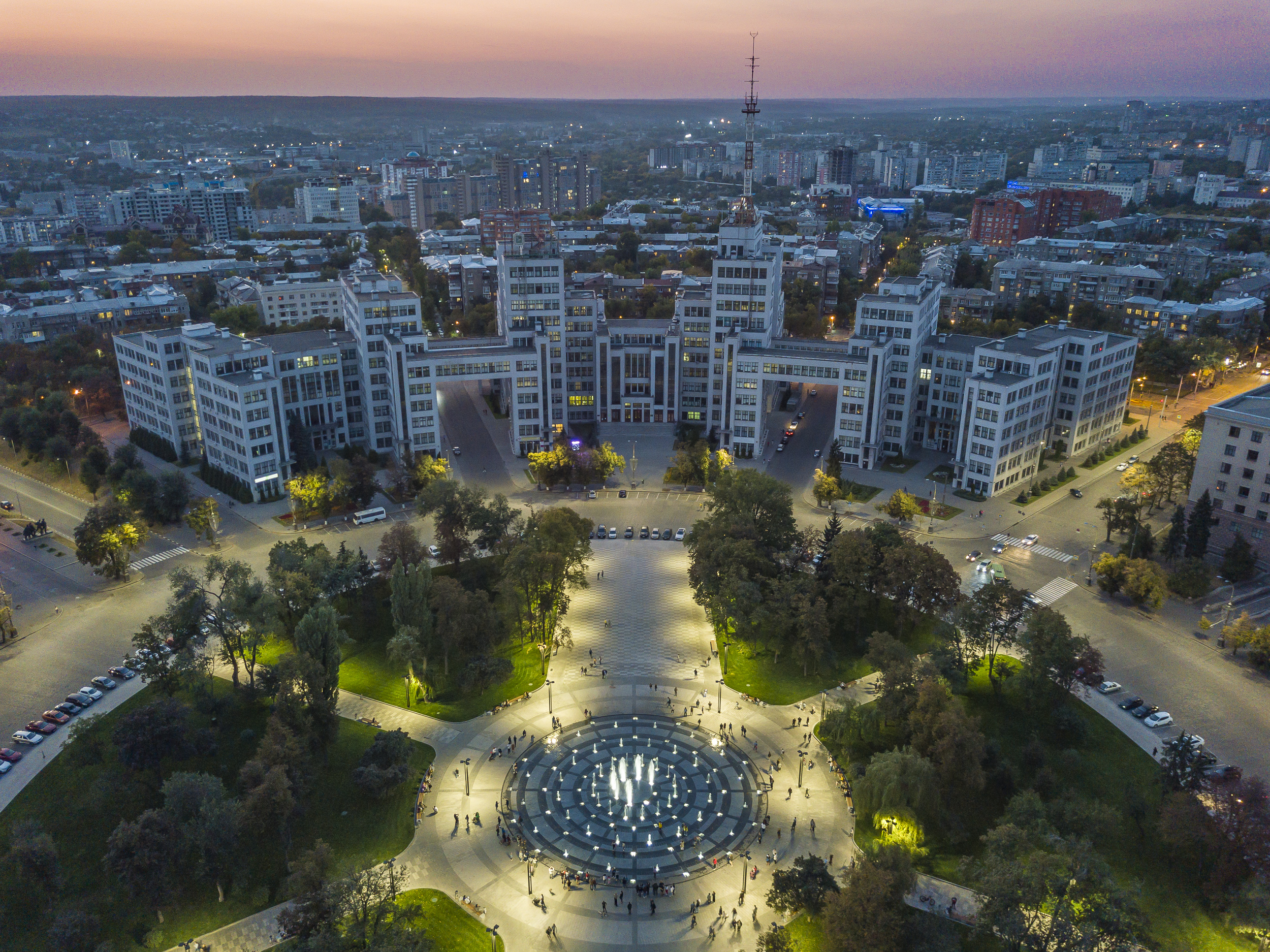